# Джессі Вейр
Джессіка Лоїс Вейр (англ. Jessica Lois Ware, нар. 15 жовтня 1984) — англійська співачка, авторка пісень, композиторка, телеведуча, подкастерка, благодійниця, феміністка. Номінантка 6 премій Brit Awards, включаючи одну як найкраща нова виконавиця і 4 як британська сольна виконавиця; дворазова номінантка Mercury Prize. Амбасадорка ЮНІСЕФ.

## Життєпис
Народилася в лікарні Королеви Шарлотти в Гаммерсміті, Лондон, 15 жовтня 1984 року. Виросла в лондонському Клепгемі. Вона є дочкою соціальної працівниці Гелени (до шлюбу Кілл, відомішої як Ленні, єврейки, вихованої у вірі), та Джона Вейра, репортера BBC Panorama, які розлучилися, коли їй було 10 років. Має старшу сестру Ганну Вейр, акторку. Мати підтримувала її ранню музичну кар'єру, і Вейр вважає її «своєю героїнею»: «Вона виховувала мене, сестру і брата з такою любов'ю і веселощами і завжди говорила мені, що я можу робити все, що захочу».
Отримала освіту в Alleyn's School, незалежній школі спільного навчання в Дулвічі на півдні Лондона, де навчалася з Флоренс Велч, Джеком Пеньятом і Феліксом Вайтом з The Maccabees. Потім навчалася в Сассекському університеті, який закінчила за спеціальністю «англійська література». Після навчання недовго працювала журналісткою в «Єврейській хроніці», займалася спортивною журналістикою в газеті Daily Mirror, а також працювала за кулісами телекомпанії Love Productions. Там вона була колегою Еріки Леонард, також відомої як Е. Л. Джеймс, авторки П'ятдесяти відтінків.
У серпні 2014 року Вейр одружилася з другом дитинства Семом Берроузом, з яким познайомилася в школі, на грецькому острові Скопелос, де раніше заручилася. Народила трьох дітей: доньку (вересень 2016) і двох синів (червнь 2019 і липень 2021).
Вейр — єврейка. 2021 року вона обговорювала свої плани щодо бат-міцви у дорослому віці.
Є прихильницею футбольного клубу Манчестер Юнайтед. Підтримала Джесс Філліпс як лідерку на виборах керівництва Лейбористської партії у 2020 році.

## Музична кар'єра
Дебютний студійний альбом Вейр Devotion (2012) посів п'яте місце в UK Albums Chart. Авторка синглу «Wildest Moments», потрапила шорт-лист премії Mercury Prize. Другий студійний альбом Tough Love (2014) посів дев'яту сходинку у Великій Британії, до якого увійшли пісні «Tough Love» та «Say You Love Me», а третій альбом Glasshouse (2017) сягнув сьомої сходинки у Великій Британії.
На звучання четвертого студійного альбому What's Your Pleasure? (2020) вплинуло звучання диско. Робота отримала схвальні відгуки критики, альбом третє місце у Великій Британії, до нього потрапили пісні «Spotlight», «Save a Kiss» і «Remember Where You Are». Її останній альбом That! Feels Good! (2023), до якого увійшла пісня «Free Yourself», також посів третє місце у Великій Британії та шістнадцяту сходинку в Top Album Sales у США.

### 2009—2011: Початок кар'єри
У роки, що передували випуску її першого сольного альбому, Джессі виступала на бек-вокалі на концертах Джека Пеньяти (який брав її з собою в турне по США) і Man Like Me. За словами Вейр, вона багато чому навчилася під час роботи з Джеком: «Виступи з ним були дійсно хорошим тренуванням, тому що я дізналася все про те, як це роблять інші люди — я змогла виступати наживо без тиску, який чинить на мене вокаліст. Це дало мені змогу відчути, чого очікувати, і підготувало мене до того, що я роблю зараз».
Один з колег Пеньяти по групі, Tic, вперше познайомив Вейр з SBTRKT; Вейр і SBTRKT продовжили співпрацювати на альбомі Nervous (2010). Згодом вона познайомилася з Самфою, на той час відомим як основний співавтор SBTRKT. Разом вони створили пісню «Valentine», яка була випущена на спеціальному вінілі у формі серця лейблом Young Turks у 2011 році. «Valentine» була частково натхненна піснею Джеймса Блейка «The Wilhelm Scream» і заснована на їхньому особистому досвіді кохання. Кліп на «Valentine» зняв Маркус Сьодерлунд. «Nervous», «Valentine» і додаткова співпраця з DJ Joker («The Vision») привели Вейр до підписання контракту з лейблом PMR Records. Вона також з'явилася на альбомі Ceremonials 2011 року гурту Florence and the Machine, солісткою якого була її добра знайома Флоренс Велч.
14 жовтня 2011 року Вейр випустила свій дебютний сольний сингл «Strangest Feeling» на обмеженому 10-дюймовому фіолетовому вінілі, та пісня не потрапила до чарту UK Singles Chart.

### 2011—2013: Devotion

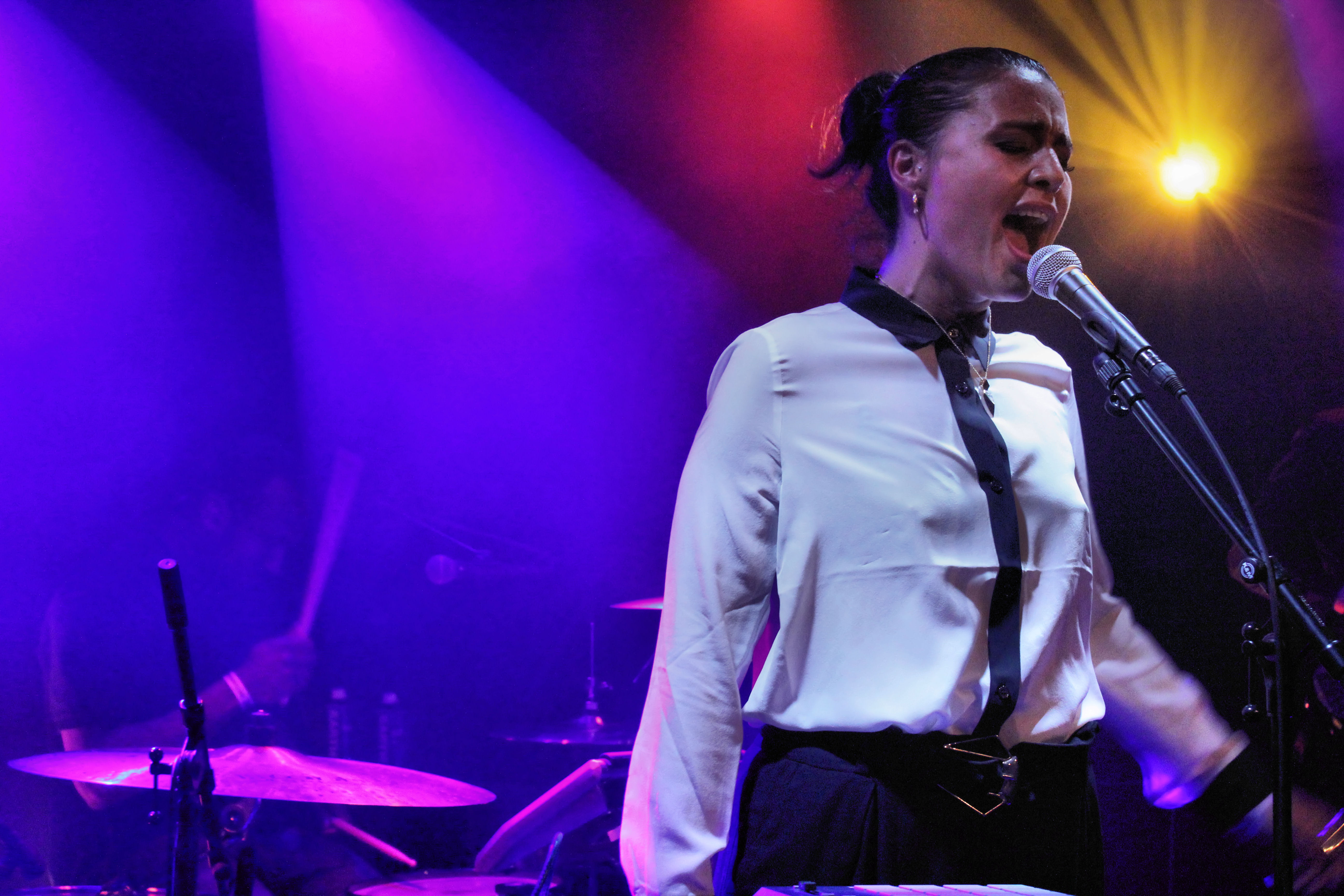
Вейр під час виступу на фестивалі Eurosonic, 2012 рік

20 серпня 2012 року Вейр випустила свій дебютний альбом Devotion, який посів п'яте місце в UK Albums Chart. Головний сингл альбому «Running» був випущений 24 лютого 2012 року. «110%» був випущений як другий сингл альбому 13 квітня, посівши 61 місце у Великій Британії. «Wildest Moments» був випущений третім синглом альбому 29 червня, досягнувши 46 місця у Великобританії. «Night Light» був випущений четвертим синглом 24 серпня.
Того ж року Devotion було оголошено номінантом на престижну премію Mercury Prize. На початку березня 2013 року, Вейр, на розігріві з Лаурою Мвулою, вирушила у турне Великою Британією, яке розпочалося в Кембриджі, Манчестері, Глазго, Бірмінгемі, Оксфорді, Бристолі та закінчилося в Лондоні. За туром Великою Британією відбувся європейський тур у другій половині березня 2013 року та тур по США у квітні 2013 року. Влітку 2013 року Джессі відіграла на багатьох фестивалях в усьому світі, а наприкінці 2013 року Джессі знову вирушила у турне Сполученими Штатами.

### 2014—2018: Tough Love і Glasshouse
Другий альбом Вейр, Tough Love, вийшов 6 жовтня 2014 року. Вона почала писати альбом раніше того ж року. Альбом посів дев'яте місце в UK Albums Chart, ставши її другим альбомом у першій десятці. «Tough Love» став першим синглом з альбому і був випущений 3 серпня 2014 року. Пісню порівняли з «Прінсом у його найкращих мінімалістичних 80-х» за версією Pitchfork. «Tough Love» був спродюсований спільно з BenZel, продюсерським дуетом, що складається з лондонського пост-бас-продюсера Two Inch Punch і мега-продюсера Бенні Бланко, з яким Вейр раніше працювала над синглом «If You Love Me»; BenZel також виступили виконавчими продюсерами альбому. Ед Ширан став співавтором пісні «Say You Love Me». Вейр відіграла на фестивалі Wilderness Festival (7-10 серпня 2014 року); пара додаткових виступів на Berlin Festival 2014 (6 липня 2014 року) і Sopot Gulf of Art (26 липня 2014 року) того ж року.
Вейр написала пісню для третього студійного альбому Нікі Мінаж The Pinkprint (2014) під назвою «The Crying Game», в якій Мінаж чергує «руйнівні куплети і задумливий спів», в той час як Вейр додає «переслідуючий» і «душевний» вокал до приспіву. Спочатку Вейр отримала лише авторство пісні, але потім вона була зарахована до оновлених версій альбому. Вона також стала співавтором пісні «New Man» для третього альбому Еда Ширана, ÷, і виконала бек-вокал на ній та двох інших піснях.

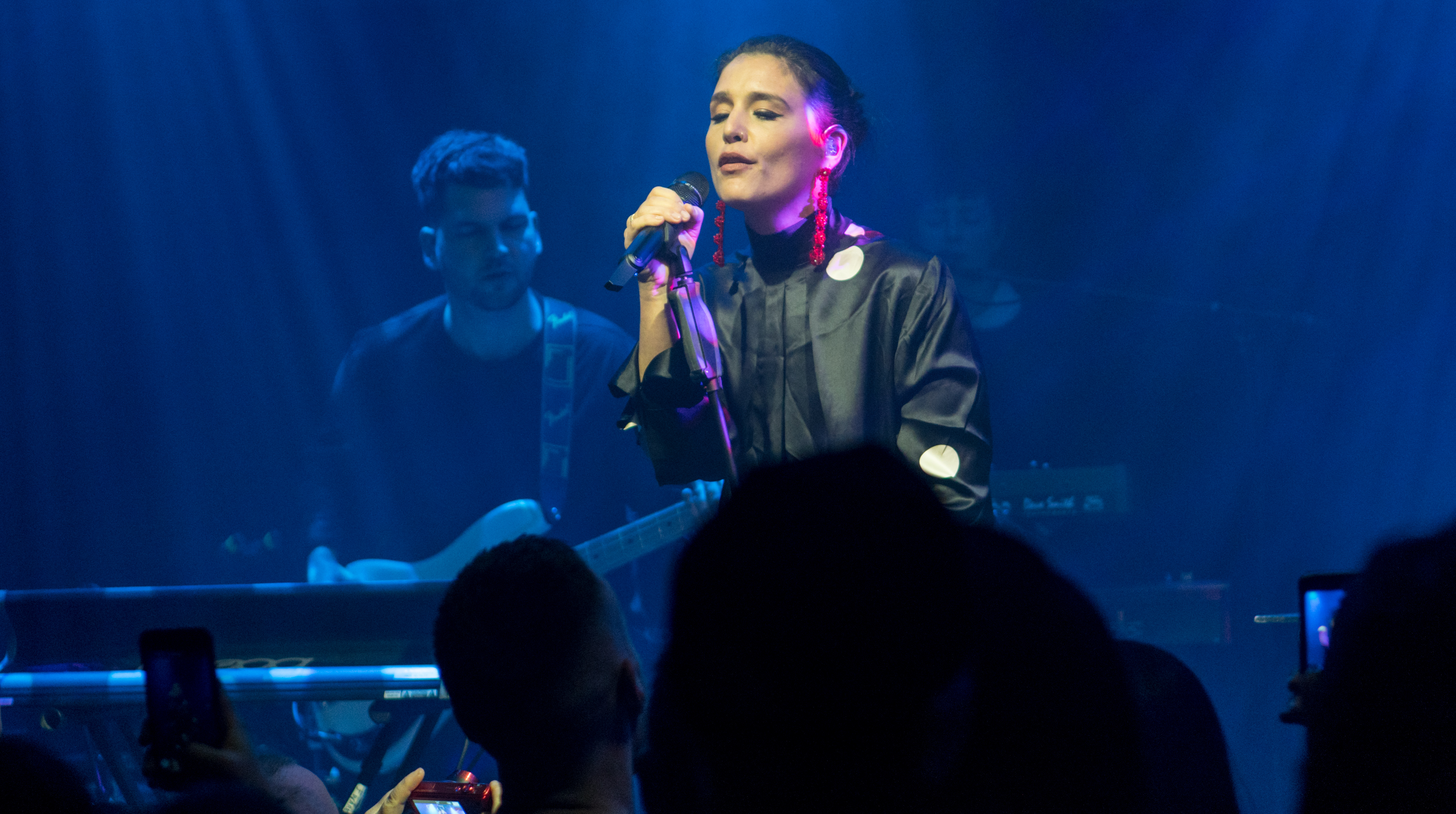
Вейр виступає у The Jazz Café. Лютий, 2018

У жовтні 2017 року Вейр повернулася на сцену після дворічної відсутності напередодні виходу свого третього студійного альбому Glasshouse, у записі якого взяли участь Francis and the Lights, Ед Ширан, Cashmere Cat, Джулія Майклз та інші, йому передували перші три сингли «Midnight», «Selfish Love» і «Alone». Glasshouse дебютував і посів сьоме місце в UK Albums Chart.
У жовтні 2018 року Вейр випустила сингл «Overtime», який пізніше увійде до альбому What's Your Pleasure (The Platinum Pleasure Edition) у 2021 році.

### 2018–дотепер: What's Your Pleasure? і That! Feels Good!
Альбом Ware's What's Your Pleasure? вийшов 27 червня 2020 року, після того, як був перенесений з початкової дати релізу 5 червня. Перший сингл з альбому, «Adore You», вийшов у лютому 2019 року. За ним послідували «Mirage (Don't Stop)» у листопаді, «Spotlight» у лютому 2020 року, а потім «Ooh La La» у квітні, «Save a Kiss» у травні і «What's Your Pleasure?» у липні. Альбом отримав широке визнання критиків. У квітні 2021 року Джессі анонсувала розширене видання альбому під назвою What's Your Pleasure? The Platinum Pleasure Edition з датою виходу 11 червня, разом з релізом синглу «Please». Перевидання містить сім додаткових пісень, включаючи сингли «Overtime», «Please» і «Hot N Heavy», а також ремікс на «Adore You», загалом вісім додаткових треків.
Пізніше, у 2021 році, Вейр співпрацювала з Кайлі Міноуг над перевиданням п'ятнадцятого студійного альбому Міноуг Disco під назвою Disco: Guest List Edition. Їхня пісня «Kiss of Life» вийшла 29 жовтня 2021 року. Їхня співпраця розпочалася після того, як Міноуг з'явилася в подкасті Вейр Table Manners у вересні 2020 року. В епізоді пара говорила про спільну творчість. Пізніше Вейр пожартувала, що «залякала» Міноуг дуетом, коли вони обговорювали подальшу співпрацю.
«Free Yourself», головний сингл з п'ятого студійного альбому Вейр, That! Feels Good!, був випущений 19 липня 2022 року після прем'єри на фестивалі Ґластонбері того ж року. Продюсером синглу виступив Стюарт Прайс. Наступний сингл, «Pearls», був випущений 9 лютого 2023 року після тизера, опублікованого за кілька днів до цього.
У травні 2023 року Вейр був оголошена суддею реаліті-шоу на ITV Mamma Mia! I Have a Dream, після того, як відбувся пошук виконавців головних ролей у Мамма Міа! у театр на Вест-Енді для ювілейної 25-ї вистави. Разом з Вейр до складу журі увійдуть Алан Карр, Ембер Райлі та Саманта Баркс, а ведучою буде Зої Болл.

## Громадська діяльність
Вейр є амбасадоркою ЮНІСЕФ у Великій Британії і разом з ними відвідала Бангладеш, Камерун і Північну Македонію, щоб побачити роботу, яку вони проводять там, щоб допомогти дітям, які втекли від насильства. 15 листопада 2014 року Вейр приєдналася до благодійної групи Band Aid 30 разом з іншими британськими та ірландськими поп-гуртами, записавши останню версію треку «Do They Know It's Christmas?» у студії Sarm West Studios в Лондоні з метою збору коштів на боротьбу з лихоманкою Ебола, яка спалахнула в Західній Африці у 2014 році.
Вейр також увійшла до складу учасників благодійного синглу «Artists for Grenfell», випущеного з метою збору коштів для сімей жертв пожежі у вежі Гренфелл у червні 2017 року та для The London Community Foundation.
Вейр є патронкою Apples and Honey Nightingale, першого у Великій Британії дитячого садка для представників різних поколінь, розташованого в Найтінгейл Гоум, на південному заході Лондона.

## Дискографія
- Devotion (2012)
- Tough Love (2014)
- Glasshouse (2017)
- What's Your Pleasure? (2020)
- That! Feels Good! (2023)